# Neville Southall
Neville Southall (Llandudno, 16 september 1958) is een voormalig profvoetballer uit Wales die naam maakte als doelman. Hij speelde zeventien seizoenen voor Everton FC en kwam voor de club uit Liverpool tot 578 duels in de First Division en Premier League. Southall was met 92 caps tot 2018 recordinternational van Wales.

## Clubcarrière
Southall vierde zijn grootste successen met Everton. Zo won hij met die club in 1985 de Europacup II. In de finale, gespeeld op 15 mei 1985 in De Kuip in Rotterdam, was de ploeg van trainer Howard Kendall met 3-1 te sterk voor SK Rapid Wien. Ook behaalde hij tweemaal de Engelse landstitel met Everton. De fans van die club riepen hem in december 2004 uit tot een "all-time cult hero".

## Interlandcarrière
Southall maakte zijn debuut voor het Welsh voetbalelftal op 24 mei 1982, toen hij van bondscoach Mike England als basisspeler mocht aantreden in het British Home Championship-duel tegen Schotland. Hij nam de plaats in van Dai Davies van Swansea City.
Southall droeg vijfmaal de aanvoerdersband van Wales. Zijn 92ste en laatste interland speelde hij op woensdag 20 augustus 1997 in het doelpuntrijke WK-kwalificatieduel in en tegen Turkije (6-4). Hij moest in die wedstrijd in de rust plaatsmaken voor Paul Jones.
In 2018 werd zijn record van meeste interlands voor de nationale ploeg van Wales verbroken door Chris Gunter.

## Trainerscarrière
Na zijn actieve loopbaan ging Southall het trainersvak in, zonder al te veel succes. Hij was in 1999 korte tijd interim-bondscoach van Wales, en was verder werkzaam bij kleine clubs als Dover Athletic FC, Hastings United FC en Margate FC.

## Erelijst
Winsford United
- Cheshire Senior Cup: 1980

 Everton
- Football League First Division: 1984/85, 1986/87
- FA Cup: 1983/84, 1994/95
- FA Charity Shield: 1984, 1985, 1995
- Europacup II: 1984/85